# D-2-ヒドロキシグルタル酸デヒドロゲナーゼ
D-2-ヒドロキシグルタル酸デヒドロゲナーゼ(D-2-hydroxyglutarate dehydrogenase, EC 1.1.99.39)は、以下の化学反応を触媒する酵素である。
(R)-2-ヒドロキシグルタル酸 + 受容体 {\displaystyle \rightleftharpoons } 2-オキソグルタル酸 + 還元型受容体
従って、この酵素の基質は、α-ヒドロキシグルタル酸と電子受容体、生成物は2-オキソグルタル酸いと還元型受容体である。
酵素活性は、植物に加え、動物で確認されている。

## 名前
この酵素は、オキシドレダクターゼのファミリー、特にその他の受容体とともにドナーのCH-OH基に作用するものに分類される。系統名は、(R)-2-ヒドロキシグルタル酸:受容体 2-オキシドレダクターゼ((R)-2-hydroxyglutarate:acceptor 2-oxidoreductase)である。その他、以下のような名前も用いられる。
- alpha-hydroxyglutarate dehydrogenase
- alpha-hydroxyglutarate dehydrogenase (NAD+ specific)
- alpha-hydroxyglutarate oxidoreductase
- alpha-ketoglutarate reductase
- hydroxyglutaric dehydrogenase
- D-alpha-hydroxyglutarate dehydrogenase
- D-alpha-hydroxyglutarate:NAD+ 2-oxidoreductase

## 臨床上の重要性
ヒト(D2HGDH)やモデル植物のシロイヌナズナ(At4g36400)では、この酵素の欠乏により、α-ヒドロキシグルタル酸が大量に蓄積する。これにより、ヒトでは致死性の神経代謝病である2-ヒドロキシグルタル酸尿症が発生するが、植物ではこの化合物の細胞内濃度が高くなってもあまり影響がないように見える。

## 関連文献
- Maurino, Veronica; Engqvist, Martin (2015). “2-Hydroxy Acids in Plant Metabolism”. The Arabidopsis Book 13:  e0182. doi:10.1199/tab.0182. PMC 4568905. PMID 26380567.